# Юти (народ)

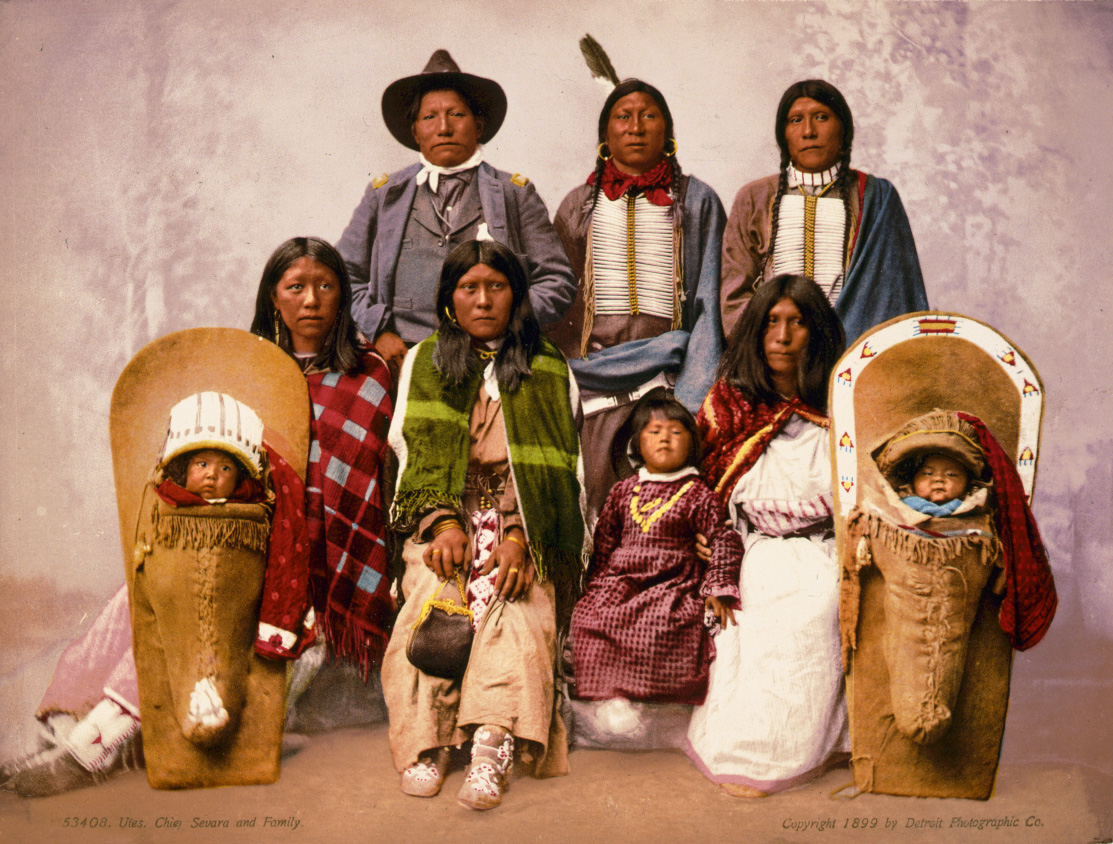
Вождь племені юти Северо з родиною. 1899

Юти (англ. Ute) — індіанське плем'я, корінний американський народ. Належать до нумічномовної групи Юто-ацтекських північноамериканських індіанців, яка спочатку проживала на території сучасного західного Колорадо та східної Юти; останній штат отримав назву на їх честь. Коли іспанський отець Сільвестр Велес де Ескаланте в 1776 році перетнув їхню територію, шукаючи маршрут із Санта-Фе (нині в Нью-Мексико) до каліфорнійських місій, юти не мали коней і жили маленькими родинами. У той час не було чіткої різниці між ютами та південними паютами, обидва народи говорили мовою юта.
Окрім земель їхніх предків у Колорадо та Юті, їхні історичні мисливські угіддя поширювалися на території сучасних Вайомінгу, Оклахоми, Аризони та Нью-Мексико. Плем'я також мало священні місця за межами рідної території, які відвідували сезонно.
Історично племінних груп ютів було 11. Хоча вони зазвичай мешкали сімейними групами для полювання та збирання, громади збиралися разом для церемоній і торгівлі. Народ зазнавав культурного впливу з боку сусідніх індіанських племен і пуебло, з якими вони регулярно торгували.
Після контакту з ранніми європейськими колоністами, такими як іспанці, Юти зав'язали торговельні відносини. Крадіжка та придбання коней у іспанців кардинально змінили їхній спосіб життя, вплинувши на мобільність, звичаї полювання та племінну організацію. Колись переважно захисні воїни, вони стали більше схожими на європейців як вправні вершники, які використовували коней для набігів на інші племена. Певний престиж у громаді ґрунтувався на вмінні верхової їзди людини (перевірялося під час скачок), а також на кількості коней, якими володів чоловік.
Коли в середині 1800-х років американський Захід почав заселятися золотошукачами та колонізаторами, на ютів дедалі сильніше тиснули або їх вбивали, а потім, зрештою, витісняли з земель їхніх предків. Вони уклали угоди з урядом Сполучених Штатів, щоб зберегти своє життя та частину своєї землі, але зрештою їх переселили до створених американським урядом резервацій. У другій половині XIX століття сталося кілька ключових конфліктів, в яких брали участь воїни юти, включають війну Вокара, коли прибула релігійна секта мормонів (1853), війну Чорного Яструба, коли інші корінні американці пішли за договором, але були вбиті американськими військами, і різанина Мікера, під час якої юти намагалися відновити контроль над своїми землями.
Людей юта залишилося дуже мало, і вони зараз живуть в основному в штатах Юта та Колорадо, у трьох племінних резерваціях ют: Вінта-Юрей на північному сході Юти (3500 осіб); Саутерн-Ют у Колорадо (1500 осіб); і Ют-Маунтін, яка переважно розташована в Колорадо, але поширюється на Юту та Нью-Мексико (2000 осіб). Більшість ютів живуть у цих резерваціях з обмеженими ресурсами порівняно з їхніми початковими землями, хоча деякі живуть за межами резервації.